# Red Bud
Red Bud è un comune degli Stati Uniti d'America, situato nello Stato dell'Illinois, nella contea di Randolph.